# Internationale Spieltage
Internationale Spieltage SPIEL, oftast kallad endast Essen efter staden där den hålls, är en årligen återkommande spelindustrimässa. Den hålls i oktober (från torsdag till söndag) vid utställningshallen Messe Essen i centrala Essen. Många tyska spel presenteras och släpps vid mässan.
Till skillnad från den andra större tyska spelmässan, Nürnbergs internationella leksaksmässa, är Spiel öppen för både konsumenter, utgivare och utvecklare.
Mässans organisatör räknar besökare enligt vändkors-principen (hur många gånger personen passerat entrén; det vill säga en enskild besökare som är där alla fyra dagarna räknas som fyra besökare). Att räkna ut hur stort deltagandet faktiskt är blir därför problematiskt. Spiel har sagts ha uppnått 154000 vändkors-besökare år 2011. 2012 uppgav organisatörerna 149000 besökare. Deltagande varierar, till exempel var besökarantalet lågt 2007 på grund av en tysk tågstrejk.